# Пичуги
Пичуги — деревня в Большесосновском районе Пермского края. Входит в состав Тойкинского сельского поселения.

## Географическое положение
Расположена на правом берегу реки Потка, примерно в 10 км к юго-западу от административного центра поселения, села Тойкино, и в 3 км от границы с Удмуртией.

## Население
| 2010 |
| ---- |
| 6    |

## Улицы
- Центральная ул.

## Топографические карты
- Лист карты O-40-85 Петропавловск. Масштаб: 1 : 100 000. Состояние местности на 1983 год. Издание 1984 г.